# مسعود شصت‌چی
مسعود شصت‌چی نام شخصیت اصلی سریال‌های تلویزیونی ایرانی مرد هزارچهره و مرد دوهزارچهره است که از شبکه ۳ سیما پخش شد.

## خلق شخصیت
شخصیت مسعود شصت‌چی، برداشت آزادی از شخصیت یکی از رمان‌های عزیز نسین است. پیمان قاسم‌خانی، او را آدمی که چندین بار ناخواسته در موقعیت‌های مختلف و حساس گیر می‌کند، جوگیر می‌شود و بدش نمی‌آید در آن موقعیت‌ها بماند تعریف می‌کند و می‌گوید: «اول کار وقتی این ایده را مطرح کردیم، همه خیلی خوششان آمد. مهمترین ویژگی‌اش این است که شبیه بقیه کارهای ما نیست». انتخاب نام این شخصیت با مهران مدیری بوده‌است.

## ویژگی‌ها
جملاتی نظیر «به‌به»، «خیلی ممنونم» (معمولاً با لحن ترس و تردید)، «لطف عالی مستدام»، «بله»، «معذرت میخوام» و «مادرجان»  (هنگام غش و ضعف و یا بیهوش شدن) از تکیه‌کلام‌های مسعود شصت‌چی است. او در هنگام صحبت‌کردن دست خود را به حالت خاصی تکان می‌دهد.
او عینک ته‌استکانی به چشم می‌زند.
ساده‌لوحی، صداقت، جوگیری و ناتوانی در «نه گفتن» از ویژگی‌های شخصیتی شصت‌چی است. او وقتی می‌خواهد عصبانی شود چایی بر پای خود ریخته و کلمه «مامان» را فریاد می‌زند. شعر معروف «لیست خرید» (پول برق را باید بدهیم پول آب را جدا...) از سروده های او می‌باشد.

## واکنش‌ها و بازخوردها
شصت‌چی در ایران به شخصیتی محبوب تبدیل شد و تکیه‌کلام‌ها و حرکاتش تا مدتی توسط مردم مورد تقلید قرار می‌گرفت.
اداره کل ثبت احوال استان فارس در واکنش از سازندگان شکایت کرد و خواستار دریافت خسارت ۲٫۱ میلیارد تومانی شد. «انتصاب شخصیت اصلی داستان به عنوان شخص کلاهبردار شیاد و متقلب در مجموعه ثبت احوال شیراز» و «القای سوءاستفاده از موقعیت شغلی توسط کارکنان اداره کل ثبت احوال شیراز» از دلایل و مستندات این دادخواست بود.
برخی از اهالی فرهنگ و هنر نیز به «حلقه ادبی درّوس» واکنش منفی نشان داده و آن را تمسخر شعرا دانستند.
با این حال نیروی انتظامی نسبت به حضور یک رئیس کلانتری اشتباهی واکنش مثبتی داشت و اسماعیل احمدی‌مقدم فرمانده این نیرو از سازندگان تشکر کرد.
شهروندان کشورهای کویت، قطر، بحرین و امارات متحده عربی که مرد هزارچهره را با زیرنویس عربی تماشا کرده بودند، استقبال خوبی از آن داشتند. در سال ۱۳۸۸، در امارات تی‌شرت‌هایی با نام و تصاویر شصت‌چی تولید شد و به فروش رفت.

## نقد شخصیت
اغلب ناهنجاری‌هایی که در یک جامعه وجود دارد، در خانواده، در فرهنگ، در سیستم اداری و اقتصادی یک کشور، ناشی از ندانم‌کاری‌ها، جابه‌جایی، یا عدم تعادل است و سعی کرده‌ایم این عدم تعادل را در قالب کمدی یا در قالب یک شخصیت (شصت‌چی) بیان کنیم… این کار یک نقد ۵۰ درصدی در رابطه با انسان و تمایلاتش به قدرت، ثروت و شهرت است و ۵۰ درصد آن هم خود جامعه است.

مهران مدیری، کارگردان و بازیگر نقش مسعود شصت‌چی
هادی معیری‌نژاد، نویسنده همشهری‌آنلاین معتقد است مدیری با نمایش این شخصیت در صدد انتقاد از رفتارهای جمعی مردم ایران و یادآوری آن‌هاست، کاری که پیشتر در شب‌های برره انجام داده‌است. او شصت‌چی را قالبی از تمرکز خلقیات غلط ایرانیان قرار داده و با نمایش رفتارهای ناپسند او چون دورویی، تعارفات بی‌پایه و اساس، بخل، خودشیرینی و حسادت که در جامعه امروز ایران عادی تلقی می‌شوند چنین قصدی دارد.
سودابه قیصری نیز آن را یک طنز انتقادی می‌داند که در آن به عدم هماهنگی بین تخصص و کارآمدی فرد و سابقه و شهرت وی، اشاره مستقیم شده‌است.